# Siham
Siham (IPA [sɪˈæm], [ˈsiˌham] oder auch [siˈhæmɛ̥]) ist ein arabischer weiblicher Vorname.

## Herkunft und Bedeutung des Namens
Der Name kommt aus dem Assyrischen und bedeutet etwa „(Liebes-)Pfeile“. Eine weitere ungefähre Übersetzung einer Bedeutung aus dem Assyrischen lautet: „Der Lohn, der Anteil, die Rechnung, die durch Gottes Wille fällig werden“.

## Bekannte Namensträgerinnen
- Siham Assif (* 1976), marokkanische Sängerin
- Siham Ben Salah, französische Pianistin
- Siham El-Maimouni (* 1985), deutsche Redakteurin und Fernsehmoderatorin
- Siham Hilali (* 1986), marokkanische Mittelstreckenläuferin